# 전안구

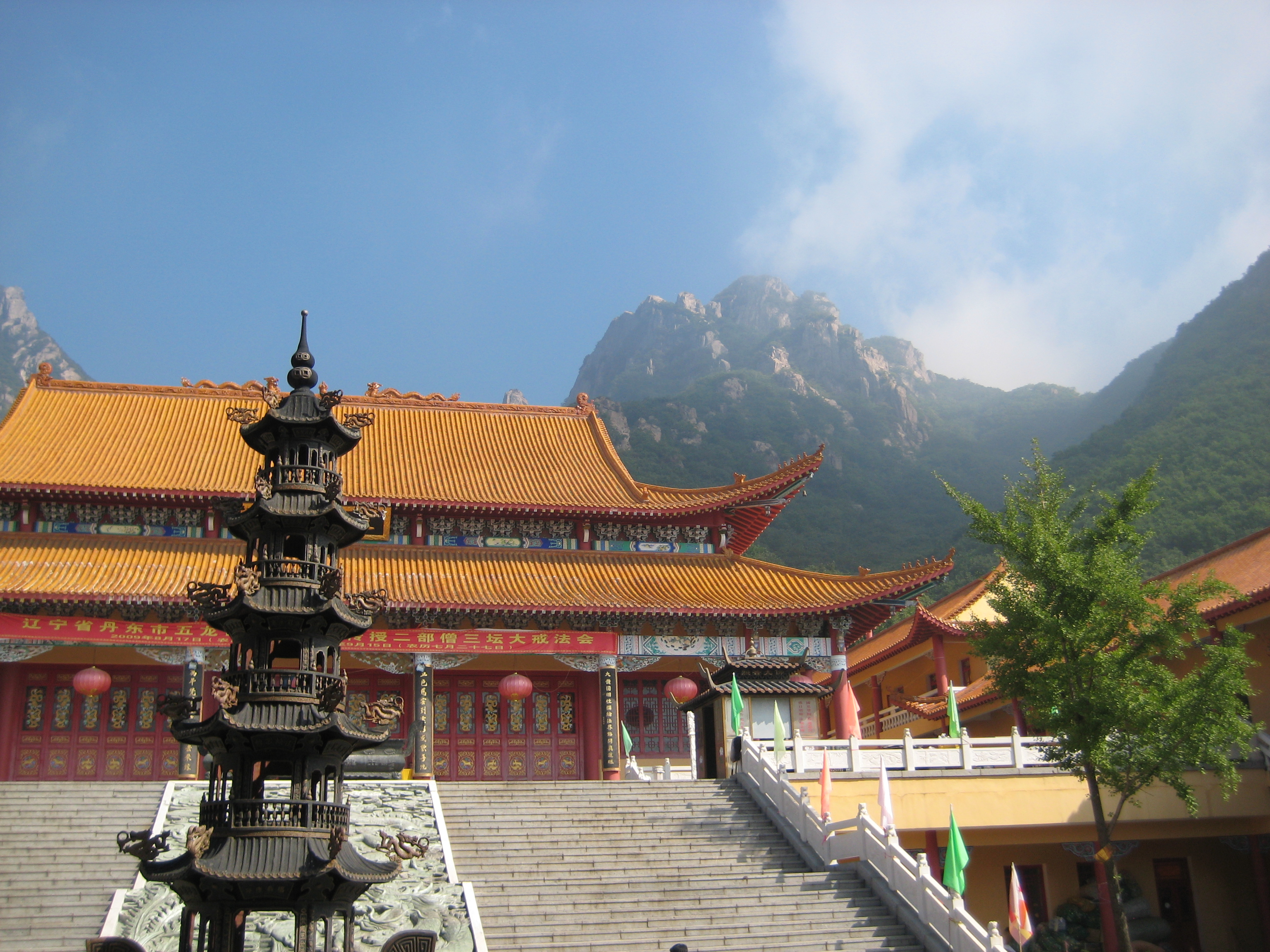

전안구(한국어: 진안구, 중국어: 振安区, 병음: Zhèn'ān Qū)는 중화인민공화국 랴오닝성 단둥 시의 행정구역이다. 넓이는 669km2이고, 인구는 2007년 기준으로 180,000명이다.

## 행정 구역
6개 가도, 3개 진을 관할한다. 타이핑완 가도 (太平湾街道)는 월경지로 콴뎬 만족 자치현과 북한에 둘러싸여있다.
- 가도: 鸭绿江街道, 花园街道, 金矿街道, 太平湾街道, 九连城街道, 同兴街道.
- 진: 五龙背镇, 楼房镇, 汤山城镇.